# Blattella belli
Blattella belli är en kackerlacksart som beskrevs av Roth, L. M. 1985. Blattella belli ingår i släktet Blattella och familjen småkackerlackor. Inga underarter finns listade.